# Claus-Erich Weiß
Claus-Erich Weiß (* 27. März 1933 in Hamburg) ist ein deutscher Dozent und ehemaliger Abgeordneter der Hamburgischen Bürgerschaft für die SPD.

## Leben und Wirken
Claus-Erich Weiß ist der Sohn eines Lehrerehepaares. Er studierte Rechtswissenschaften in Hamburg und – mit einem Fulbright-Stipendium – Politische Wissenschaften in Amherst (Massachusetts). Im Jahr 1958 legte er sein Erstes Staatsexamen ab. Er wurde Mitglied der SPD.
In den Jahren 1962 und 1963 arbeitete er als Geschäftsführer des Vereins Weltweite Partnerschaft. Anschließend war er freiberuflich vorwiegend im Bereich der politischen Erwachsenenbildung tätig. In diesem Zusammenhang führten ihn Reisen unter anderem nach Israel, Indien, Polen und in die Sowjetunion.
Im Jahr 1975 beteiligte er sich an der Organisation einer privat ins Leben gerufenen Medikamentenhilfe für angolanische Flüchtlinge.
In der Zeit von 1978 bis 1982  war Claus-Erich Weiß Abgeordneter der Hamburgischen Bürgerschaft. Er erhielt das Mandat als Nachrücker für einen amtierenden Senator und war Mitglied der SPD-Fraktion. Weiß arbeitete dort vor allem im Innenausschuss und im Gesundheitsausschuss mit.
Weiß ist verheiratet und hat drei Söhne.

## Schriften
- Mit Karlheinz Ness: Bevor Sie zum Anwalt gehen: Eine Rechtskunde für jedermann. List-Verlag, München 1969.